# 유영국 (배우)
유영국(柳永國, 柳英國, 1948년 12월 23일 ~ )은 대한민국의 배우이다.

## 수상
- 1975년 백상예술대상 남자 신인연기상